# Urease

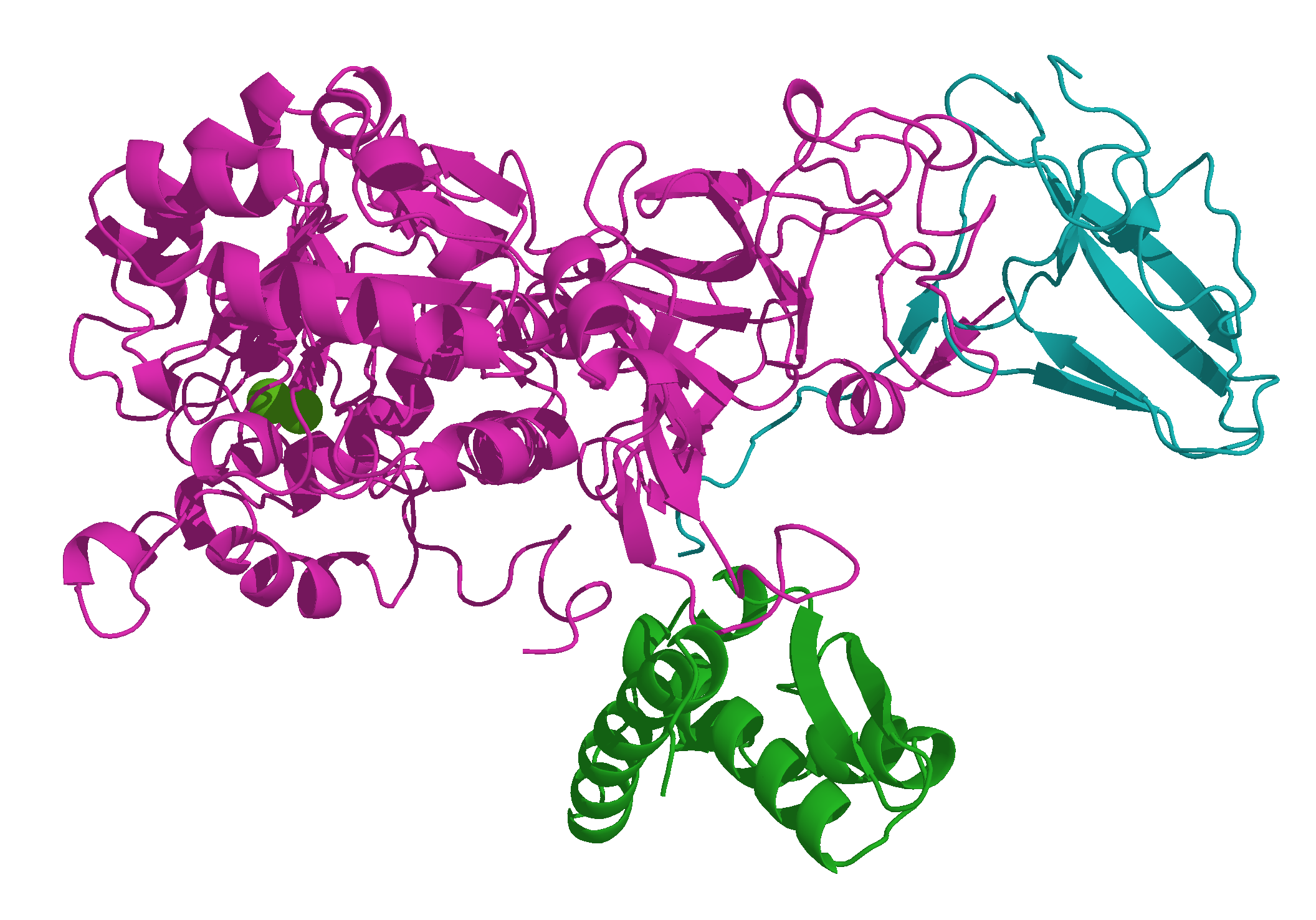
Figura 1 - Modelo 3D de urease de Klebsiella aerogenes, dois íons Ni^{2+} são mostrados como esferas verdes.

Ureia amidohidrolases (EC 3.5.1.5), também conhecidas como ureases, são metaloenzimas de alto peso molecular, que contêm níquel e são compostas por várias subunidades.
Elas são amplamente encontradas em diversas bactérias, plantas, fungos, algas e alguns invertebrados, além de desempenharem um papel essencial no solo como uma enzima do solo.
A urease desempenha uma função catalítica de grande importância, que envolve a hidrólise da ureia, como ilustrado na reação a seguir:
H2N-CO-NH2 + H2O {\displaystyle {\ce {->[urease]}}} H2N-COOH + NH3 {\displaystyle {\ce {->[H2O]}}} H2CO3 + 2NH3
Os produtos imediatos dessa reação enzimática são NH3 e carbamato; entretanto, os produtos observados são NH3 e H2CO3, devido à hidrólise espontânea do carbamato. O aumento na concentração de amônia e o subsequente aumento no pH resultantes da catálise da urease têm implicações médicas e agrícolas.

## História
A ureia, o substrato natural das ureases, foi inicialmente isolada da urina humana por Rouelle em 1773. Cerca de cinquenta anos depois, Wöhler conseguiu sintetizar a ureia, representando a primeira molécula orgânica obtida a partir de compostos inorgânicos. Em 1864, van Tiehem isolou o primeiro microrganismo ureolítico, o Micrococcus ureae. Em 1874, Musculus isolou a primeira enzima com atividade ureolítica da urina pútrida. Em 1890, Miquel propôs o nome "urease" para essa enzima. Em 1926, James B. Sumner, ao investigar as sementes de Canavalia ensiformis (feijão-de-porco) com o propósito de elucidar a natureza química das enzimas, isolou cristais de proteínas que exibiam, em suas próprias palavras, "de maneira extraordinária, a capacidade de decompor a ureia em carbonato de amônio". Essa característica, que era idêntica à habilidade já estabelecida da urease, representou o marco inicial na demonstração de que as enzimas eram, de fato, compostas por proteínas. A descoberta de Sumner lhe valeu o Prêmio Nobel de Química em 1946. Durante as décadas de 1950 a 1970, um período de grande progresso no estudo da estrutura e da bioquímica das enzimas, foram estabelecidos conceitos fundamentais, como a eficiência, a estabilidade e a alta especificidade da urease. Adicionalmente, em 1975, surgiu o reconhecimento da significativa importância biológica do níquel. Esse reconhecimento ocorreu após minuciosos estudos realizados pelo grupo liderado por Zerner, os quais revelaram a presença de íons de níquel no sítio ativo da urease do feijão-de-porco, destacando a essencialidade desses íons para a atividade catalítica da enzima. Até então, o níquel era tratado como um metal sem relevância biológica, mesmo diante das limitações analíticas que, naquela época, impediam uma avaliação precisa deste metal.
Considera-se que o principal propósito das ureases seja a capacidade de permitir que os organismos aproveitem a uréia, independentemente de sua origem interna ou externa, como uma valiosa fonte de nitrogênio. Além dessa função fundamental, as ureases demonstram notável versatilidade em suas aplicações, podendo desempenhar papéis adicionais, tais como no transporte de nitrogênio, na defesa de plantas e na regulação do ambiente gástrico em mamíferos para possibilitar a colonização bacteriana. A função das ureases é de grande importância no processo patogênico de várias espécies bacterianas, como Proteus mirabilis, Staphylococcus saprophiticus, Yersinia enterocolitica e Ureaplasma urealiticum.Contudo, um exemplo frequentemente destacado na literatura é o da urease de Helicobacter pylori, devido à sua ampla prevalência como patógeno em seres humanos e ao papel crucial desempenhado por essa enzima em sua patogênese. Além disso, a capacidade de produzir urease foi observada em várias espécies de fungos, embora informações genéticas detalhadas estejam disponíveis apenas para um grupo seleto dessas espécies.Como exemplos, tem-se a Schizosaccharomyces pombee patógenos humanos como Coccidioides immitis e Cryptococcus neoformans. Quando se trata das ureases encontradas em plantas, as informações genéticas mais abrangentes estão acessíveis principalmente para a soja.

## Estrutura

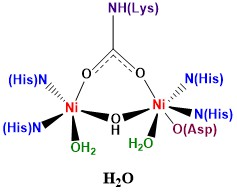
Figura 2 - Sítio ativo dinuclear Ni-Ni da urease.

As informações estruturais sobre a proteína urease provêm de cristais de homólogos das bactérias K. aerogenes, Bacillus pasteurii, H. pylori e das sementes da planta feijão-de-porco, Canavalia ensiformis. Em K. aerogenes e B. pasteurii, a estrutura quaternária é composta por um trímero de trímeros (UreABC)3, com UreA~11 kDa, UreB~12-14 kDa e UreC~60-61 kDa. Por outro lado, no H. pylori, a estrutura quaternária consiste em um tetrâmero de trímeros de dímeros ((UreAB)3)4, onde as subunidades menores se fundem em uma única subunidade ~26,5 kDa. Na urease de feijão-de-porco, as subunidades UreA, UreB e UreC se fundiram para formar uma única subunidade de ~90 kDa. Essa subunidade, por sua vez, se organiza em dímeros de homotriômeros. Cada subunidade UreA contém dois íons níquel (Ni2+), que formam o sítio ativo. Os centros de níquel~3,5-3,7 Å de distância e são ligados por um resíduo carbamato de lisina pós-traducionalmente modificado e um íon hidróxido. Em estudos de mutagênese direcionada em K. aerogenes, verificou-se que o resíduo de lisina carbamilado não é essencial para a catálise e pode ser substituído por um ácido orgânico não covalente. Cada um dos átomos de níquel também é coordenado por dois resíduos de histidina e uma molécula de água terminalmente ligada, resultando em um átomo de níquel pentacoordenado em uma geometria piramidal quadrada e um centro de níquel pseudo-octaédrico hexacoordenado que possui um ligante adicional de um resíduo de ácido aspártico (Figura 2). Uma quarta molécula de água é ligada por hidrogênio em proximidade ao cluster dimetálico, formando uma disposição tetraédrica distorcida de quatro moléculas de água/hidroxila que foi sugerida como um intermediário tetraédrico durante o ciclo catalítico.

## Mecanismo catalítico das ureases
O mecanismo de hidrólise da ureia, catalisado pela enzima urease, tem sido amplamente debatido na comunidade científica.  Atualmente, parece ter surgido um consenso em relação a esse mecanismo, apoiado por meio de estudos envolvendo inibidores da urease. Após assumir a posição das moléculas de água W1-W3 (Figura 3A) no local ativo da urease, a ureia estabelece uma ligação com o íon Ni(1) por meio do oxigênio carbonílico, tornando o carbono da ureia mais eletrófilo e, assim, mais suscetível a um ataque nucleofílico (Figura 3B). Em seguida, a ureia se liga ao Ni(2) através de um dos seus átomos de nitrogênio amino, estabelecendo uma ligação bidentada com a urease (Figura 3C). Acredita-se que essa ligação facilite o ataque nucleofílico da água ao carbono carbonílico, resultando na formação de um intermediário tetraédrico (Figura 3D), a partir do qual NH3 e carbamato são liberados (Figura 3E). 
No entanto, havia divergências em relação a essa proposição. Enquanto Benini e colaboradores, em 1999, propuseram que o ataque nucleofílico era realizado pela hidroxila de ligação, que fornecia prótons ao grupo NH3, Karplus e colaboradores em 1997, argumentaram que um resíduo His da aba móvel do sítio ativo atuava como ácido geral nessa protonação. Como alternativa, Karplus e colaboradores, em 1997, também consideraram a ligação monodentada da ureia ao Ni(1), com Ni(2) fornecendo a molécula de água como nucleófilo para o carbono carbonílico da ureia. Além dessas duas hipóteses, Estiu e Merz, em 2007, com base em modelos computacionais simplificados do sítio ativo, propuseram que a hidrólise e a eliminação poderiam ocorrer de forma competitiva nas ureases, com uma "eliminação assistida por proteína" sendo favorecida.

## Ação na patogênese
As ureases bacterianas desempenham um papel crucial na origem de diversas condições médicas, sendo associadas à encefalopatia hepática, formação de cálculos urinários e desenvolvimento de úlceras pépticas.

### Cálculos urinários
Os cálculos urinários formados por infecção consistem em uma combinação de estruvita (MgNH4PO4•6H2O) e apatita de carbonato [Ca10(PO4)6•CO3].Esses íons de carga múltipla são inicialmente solúveis, mas tornam-se insolúveis quando a urease microbiana promove a hidrólise da ureia, resultando na produção de amônia e no aumento do pH do ambiente circundante de cerca de 6,5 para 9. A alcalinização resultante propicia a cristalização das pedras. Em humanos, a urease microbiana predominante associada a pedras urinárias induzidas por infecção é a Proteus mirabilis.

### Encefalopatia hepática
Estudos indicam que a presença simultânea do Helicobacter pylori e cirrose hepática está associada ao desenvolvimento de encefalopatia hepática e coma hepático. O Helicobacter pylori libera ureases microbianas no estômago, as quais, por sua vez, hidrolisam a ureia, gerando amônia e ácido carbônico. Como essas bactérias estão localizadas no estômago, a amônia produzida é prontamente absorvida pelo sistema circulatório a partir do lúmen gástrico. Isso resulta em níveis elevados de amônia no sangue, conhecido como hiperamônia; a eliminação do Helicobacter pylori demonstra reduções significativas nos níveis de amônia.

### Úlceras pépticas
O Helicobacter pylori é identificado como a causa de úlceras pépticas em 55–68% dos casos relatados. Essa conclusão foi respaldada pela observação de uma redução no sangramento e na recorrência da úlcera após a erradicação desse patógeno específico. No estômago, ocorre um aumento no pH da camada mucosa devido à hidrólise da ureia, o que limita o movimento de íons de hidrogênio entre as glândulas gástricas e o lúmen gástrico. Adicionalmente, as concentrações elevadas de amônia impactam as junções apertadas entre as células, aumentando a permeabilidade e causando perturbações na membrana mucosa gástrica.

## Teste rápido de urease
O teste rápido de urease, também conhecido como teste CLO (Campylobacter-like organism), é um teste diagnóstico rápido para o diagnóstico de Helicobacter pylori. A base do teste é a capacidade do H. pylori de secretar a enzima urease, que catalisa a conversão da ureia em amônia e dióxido de carbono. O aumento do pH da urina, resultante dessa reação, é detectado pelo teste.
Além do H. pylori, outros organismos positivos para urease também podem resultar em um resultado positivo no teste. Esses organismos incluem bactérias, como Proteus, Nocardia, Ureaplasma, Klebsiella, Staphylococcus epidermidis e Staphylococcus saprophyticus e fungos como Cryptococcus, Trichosporon, Malassezia, Coccidioides, Schizosaccharomyces, Emergomyces.

## Inibidores de urease

### Íons de metais pesados
A urease é altamente sensível a quantidades mínimas de íons de metais pesados. Foi comprovado que a inibição da urease por esses íons resulta da reação com grupos sulfidrilas no sítio ativo da enzima. A reação é análoga à formação de sulfetos metálicos. Portanto, os metais que formam os sulfetos mais insolúveis são os inibidores mais fortes da urease. A inibição por Ag+ e Hg2+ é tão intensa que concentrações na faixa de 10-6 M podem inativar completamente a urease. Também foi demonstrado que a inibição da urease por íons de metais pesados (Mn2+, Fe3+, Co2+, Zn2+, Cd2+, Ni2+, Cu2+, Ag+ e Hg2+) é não competitiva.

### Inibidores orgânicos
Muitos compostos, além de substrato, produto e tampões, são inibitórios para a urease. Entre eles estão análogos de ureia, incluindo ureias alquiladas, tioureias, hidroxureia e ácidos hidroxâmicos, fosforoamidas, tióis, ácidos bóricos, ácidos borônicos, fluoreto e reagentes reativos a tióis.  Inibidores de urease têm potencial valor no controle de infecções humanas no trato urinário e gastrointestinal, além de aumentar a eficiência dos fertilizantes de ureia. 

## Algumas ocorrências e  funções da urease

### Ureases em plantas
A urease, em conjunto com a ureia amidolase, desempenha um papel crucial na degradação de ureia em plantas, facilitando sua assimilação celular.  Em plantas superiores, que possuem sistemas de transporte de ureia, a otimização da nutrição nitrogenada ocorre com base no ambiente externo ou na síntese interna. A presença de ureases no solo permite a absorção de ureia pelas raízes como amônia, prática explorada na fertilização. No entanto, doses elevadas de ureia podem representar riscos tanto para o ambiente quanto para as plantas. Além disso, a ureia é aplicada foliarmente, sendo absorvida rapidamente, embora em concentrações elevadas possa ser tóxica. Nas células vegetais, a urease desempenha um papel no metabolismo nitrogenado,  sendo a ureia um intermediário essencial em processos metabólicos. A urease, além de atuar na defesa contra patógenos gerando amônia, também exibe propriedades inseticidas e antifúngicas. Encontrada amplamente em plantas, a urease é especialmente abundante em sementes de leguminosas, como soja (0,012% de urease/massa seca) e feijão (0,07–0,14%).

### Problemas de urease no solo e volatilização de amônia
A atividade ureolítica nos solos, especialmente proveniente da urease do solo, desempenha um papel crucial na agricultura, convertendo ureia em amônia para utilização eficiente como fertilizante de nitrogênio. No entanto, essa hidrólise rápida pode resultar em perdas improdutivas de nitrogênio por volatilização de amônia, causando impactos adversos no ambiente e nas plantas. A volatilização de amônia também é um desafio na gestão de resíduos de animais, reduzindo o valor do esterco líquido como fertilizante. Além disso, esforços para reciclar a urina visam economizar água, suprimindo a atividade da urease para evitar emissões de amônia. Em todas essas situações, a possibilidade de controlar a atividade da urease por meio do uso de inibidores enzimáticos é uma consideração importante.

### Ureases na biomineralização de carbonato de cálcio
Ureases desempenham um papel crucial na formação de carbonato de cálcio, participando da hidrólise da ureia e promovendo a precipitação de CaCO3 em diversos ambientes naturais, como solos e águas. Esse processo é atribuído a três principais funções bacterianas: aumento da alcalinidade, elevação da concentração de carbono inorgânico dissolvido e atuação como locais de nucleação cristalina. Além de contribuir para a compreensão dos processos de calcificação na natureza, a calcificação biocatalítica biomimética apresenta potencial em diversas aplicações biotecnológicas inovadoras, como a preparação de materiais avançados de carbonato, limpeza de águas residuais, restauração de monumentos históricos e uso como agente de obstrução em reservatórios de petróleo. A hipótese de urease relacionada à biomineralização de carbonato de cálcio por invertebrados sugere implicações nas extinções em massa da Terra, destacando a influência da pressão parcial de CO2 atmosférico e do pH da água do mar nesse contexto.